# Bohuslav Pixa
Bohuslav Pixa (* 13. února 1973) je bývalý český fotbalista, záložník.

## Fotbalová kariéra
Hrál za SK Slavia Praha, FK Teplice a FK Chmel Blšany. Se Slavií získal v roce 1996 mistrovský titul. V evropských pohárech nastoupil v 1 utkání.